# Elvira Rawson de Dellepiane
Elvira Rawson de Dellepiane (nascida Elvira del Carmen Rawson Guiñazú; Junín, 19 de abril de 1867 – Buenos Aires, 4 de junho de 1954) foi uma sufragista e a segunda mulher a graduar-se em medicina na Argentina. Ela era ativista pelos direitos das mulheres e das crianças e era conhecida como a “mãe dos direitos da mulher na Argentina”.

## Início de vida e educação
Rawson nasceu em Junín, Argentina. Ela pertencia à renomada família do deão Gregorio Funes, considerado o pai da História da Argentina. Ela foi educada em Buenos Aires e graduou-se em medicina em 29 de setembro de 1892 na Universidade de Buenos Aires. Antes disso, ela havia obtido um certificado da Ecole Normale de Mendoza e lecionou por um ano antes de estudar medicina. Um ano antes, ela havia casado com Manuel Dellepiane. Sua tese, aclamada pelo renomado médico argentino Gregorio Araoz Alfaro, foi "Notas sobre higiene feminina". Ela teve sete filhos.

## Carreira
Após a graduação, Rawson começou a praticar a medicina. Ela se concentrou devotadamente em muitos projetos, que incluíam o estabelecimento do primeiro refeitório escolar do país. Em 1919, ela foi uma das fundadoras da associação Pro-Derechos de la Mujer. De 1920 a 1922 ela foi professora de higiene e puericultura. Em 1916 ela foi a organizadora e diretora da primeira casa de férias para professoras com doenças crônicas, em Uspallata. Durante o período entre 1907 e 1918 ela foi inspetora do Departamento Nacional de Higiene. Ela também fez parte do Conselho Nacional de Educação (1919–1934).

### Ativismo
Rawson fundou o Centro Feminista em 1905, que foi posteriormente denominado Centro Juana Manuela Gorriti. Em 1910, ela foi pioneira no movimento para estabelecer um código civil para mulheres. Em 1919, ela fundou a Asociación Pro-Derechos de la Mujer; Alfonsina Storni, escritora argentina, e muitas outras ativistas foram suas parceiras neste esforço.
Entre os feitos da sua carreira estão a fundação do Conselho Nacional de Mulheres; sua participação no primeiro Congresso Internacional de Mulheres em 1910, sediado em Buenos Aires, promovendo disciplinas de Sociologia, Direito e Educação; criação do Centro Materno conhecido como "Juana Gorriti" (maternidade para mães solteiras); fundação da Associação pelos Direitos da Mulher em 1919 e a escrita de inúmeros relatórios sobre as condições das mulheres e escolas.